# NGC 1133
NGC 1133 é uma galáxia espiral (Sa) localizada na direcção da constelação de Eridanus. Possui uma declinação de -08° 48' 16" e uma ascensão recta de 2 horas, 52 minutos e 42,2 segundos.
A galáxia NGC 1133 foi descoberta em 1886 por Frank Leavenworth.